# Platygastridae
Platygastridae is een familie van vliesvleugelige insecten.

## Geslachten
(Indicatie van aantallen soorten per geslacht tussen haakjes)
- Acerotella  (6)
- Aceroteta  (1)
- Allotropa  (6)
- Amblyaspis  (26)
- Amitus  (8)
- Anirama  (1)
- Anopedias  (4)
- Ceratacis  (1)
- Criomica  (1)
- Diplatygaster  (1)
- Euxestonotus  (6)
- Fidiobia  (4)
- Inostemma  (35)
- Iphitrachelus  (2)
- Isocybus  (24)
- Isolia  (5)
- Isostasius  (9)
- Leptacis  (24)
- Metaclisis  (6)
- Metanopedias  (1)
- Piestopleura  (13)
- Platygaster Latreille, 1809 (238)
- Platystasius  (3)
- Proleptacis  (3)
- Prosinostemma  (1)
- Prosynopeas  (3)
- Pseudaphanomerus  (1)
- Synopeas Foerster, 1856 (70)
- Trichacis  (18)